# مارمولک (ترانه)
«مارمولک» ترانه‌ای از ساسی است که در ۱۶ اسفند ۱۴۰۳ از طریق رادیو جوان منتشر شد. موزیک ویدیوی این آهنگ در ۲۳ اسفند منتشر شد.

## انتشار
ساسی نخست در ۱۳ اسفند ترانه‌ای یک‌دقیقه‌ای با نامِ «توبه» منتشر کرد و دو روز بعد تیزر آهنگ مارمولک را انتشار داد و گفت که آهنگِ «توبه» را برای کودکان ساخته و ترانهٔ اصلی با نام مارمولک که برای بزرگسالان است در تاریخ پنجشنبه ۱۶ اسفند از رادیو جوان منتشر شد. 

## حواشی
حضور آرام جوینده، مدل ایرانی ساکن دوبی به همراه همسرش سپهر حیدری، بازیکن سابق باشگاه فوتبال پرسپولیس، در موزیک ویدئوی این ترانه، در شبکه های اجتماعی واکنش برانگیز شد.